# Driopea griseonotata
Driopea griseonotata är en skalbaggsart som beskrevs av Stefan von Breuning 1957. Driopea griseonotata ingår i släktet Driopea och familjen långhorningar.
Artens utbredningsområde är Filippinerna. Inga underarter finns listade i Catalogue of Life.